# Demetrio di Alessandria
Demetrio (Alessandria d'Egitto, 127 circa – Alessandria d'Egitto, 22 ottobre 231) fu vescovo di Alessandria d'Egitto dal 189 al 231.

## Biografia
Lo storico e architetto Sesto Giulio Africano, che visitò Alessandria ai tempi in cui Demetrio occupava la cattedra vescovile, riferisce nelle sue opere che questi fu l'undicesimo vescovo dopo la morte di San Marco e che fu eletto a questo sacro ufficio durante l'impero di Commodo; la collocazione di questo avvenimento da parte di Eusebio di Cesarea durante gli anni dell'impero di Settimio Severo (Historia Ecclesiastica, VI, 2) è univocamente considerata dagli storici un errore. La Catholic Encyclopedia afferma che, dopo San Marco, "Demetrio è il primo vescovo di Alessandria di cui si sappia qualcosa", non essendoci alcuna reale documentazione storica riguardo ai suoi predecessori, dei quali il già citato Eusebio si è limitato a lasciare una scarna cronologia, ed essendo la vita di Aniano esposta unicamente in opere agiografiche o, come nel caso del Vangelo segreto di Marco, di dubbia rilevanza storiografica
La prima sua disposizione fu quella di inviare Panteno in India nel Malabar (odierno Kerala). Da questo fatto gli storici ritengono che, al momento della nomina di Demetrio come vescovo, Panteno non fosse già più a capo della Scuola catechetica di Alessandria e fosse già a lui succeduto Clemente. Quando anche quest'ultimo si ritirò (circa nel 203), Demetrio pose al suo posto Origene, che al tempo doveva avere solo diciotto anni.
Mentre Demetrio, che si era culturalmente formato da solo, prese parte alla risoluzione del problema del Calcolo della Pasqua, che la Chiesa si trovò ad affrontare al tempo di Papa Vittore I, il pensiero teologico di Origene si sviluppò rapidamente, arrivando ben presto ad oscurare quello del vescovo di Alessandria.
All'inizio della carriera del filosofo Demetrio incoraggiò questi, arrivando ad inviarlo presso il governatore d'Arabia, che aveva richiesto la sua presenza sia al prefetto che allo stesso Demetrio. Durante il saccheggio di Alessandria (215) da parte delle truppe di Caracalla, intervenute per sedare una rivolta popolare, Origene fuggì a Cesarea dove il vescovo della città gli chiese di recitare dei sermoni durante le messe. Saputo questo Demetrio scrisse a Origene rimproverandolo in quanto questa attività non poteva essere posta in essere da laici. Nonostante i Vescovi di Gerusalemme e di Cesarea cercassero di trattenerlo, il filosofo fu tuttavia richiamato ad Alessandria. I rapporti fra i due entrarono in tal modo in crisi.
Nel 230, poiché ad Origene fu richiesto di risolvere una disputa teologica ad Achea, questi prese la via per la Palestina senza aver ricevuto prima il permesso da Demetrio, facendosi inoltre ordinare prete a Cesarea (Eusebius, H.E. VI,23). Saputo di ciò Demetrio, considerando il comportamento del filosofo un grave atto di insubordinazione, convocò un sinodo nel 231 che bandì Origene dalla comunità cristiana, quindi inviò questa condanna a tutte le Chiese. La chiesa di Roma accettò le decisioni del sinodo, ma quelle di Palestina, Fenicia, Arabia e Achaea le rifiutarono. Da Cesarea Origene inviò quattro lettere in sua difesa attaccando Demetrio.
Il vescovo di Alessandria, dopo aver ostracizzato Origene, pose la Scuola catechetica sotto il controllo di Eraclio, che era stato il primo allievo di quest'ultimo. Questo fu probabilmente l'ultimo atto del suo vescovado.

Viene venerato come santo dalla Chiesa cattolica, da quella ortodossa e da quella copta.